# Əskipara (Tərtər)
Əskipara è un comune dell'Azerbaigian situato nel distretto di Tərtər. Conta una popolazione di 1 029 abitanti.